# Israel Journal of Mathematics
Israel Journal of Mathematics ist eine seit 1963 in englischer Sprache erscheinende mathematische Fachzeitschrift, die von der Hebräischen Universität Jerusalem herausgegeben wird. 
Zu den behandelten Themen gehören Mengenlehre, Modelltheorie, Algebra, Gruppentheorie, Zahlentheorie, Analysis, Funktionalanalysis, Ergodentheorie, algebraische Topologie, Geometrie, Kombinatorik, theoretische Informatik, mathematische Physik und angewandte Mathematik.